# HD 198070
HD 198070，又名BD+02 4250，SAO 126221、HR 7954，是一颗恒星，视星等为6.4，位于銀經50.29，銀緯-23.93，其B1900.0坐标为赤經20h 42m 45.7s，赤緯+2° -23.93′ 19″。